# Better Collective
Better Collective A/S er en international sportsmedievirksomhed med hovedkvarter i København. Virksomheden har sportsmedier i indland og udland, som blandt andet er målrettet betting-segmentet. I Danmark ejer de Tipsbladet, som de købte i 2023. I udlandet inkluderer deres medier blandt andet: HLTV.org, FUTBIN, Betarades, Soccernews, Action Network, Playmaker HQ, VegasInsider, Bolavip og Redgol. Koncernen har over 1.600 ansatte (ca. 200 i Danmark). Better Collective blev etableret i 2004 af Jesper Søgaard og Christian Kirk Rasmussen, og er dobbeltnoteret på Nasdaq Stockholm og Nasdaq København. Foruden mediedelen, så udvikler Better Collective gamblingsoftware igennem datterselskabet Mindway AI.